# Скицов
Скицов (слч. Skýcov) насељено је мјесто са административним статусом сеоске општине (слч. obec) у округу Злате Моравце, у Њитранском крају, Словачка Република.

## Становништво
| Година:    | 1994. | 2004.   | 2014.   | 2024.   |
| ---------- | ----- | ------- | ------- | ------- |
| Број људи: | 1072  | 1037    | 981     | 936     |
| Разлика:   |       | -3,26 % | -5,40 % | -4,58 % |

| Година:    | 2023. | 2024.   |
| ---------- | ----- | ------- |
| Број људи: | 940   | 936     |
| Разлика:   |       | -0,42 % |

Према подацима о броју становника из 2011. године насеље је имало 1.033 становника.